# Нечкінський національний парк
Не́чкінський національний парк — природоохоронна територія, національний парк в Удмуртській Республіці, Росія. Утворений 16 жовтня 1997 року згідно з постановою Уряду Російської Федерації № 1323.

## Розташування
Національний парк має площу території 207,52 км² і знаходиться у південно-східній частині Удмуртії, охоплюючи територію трьох її районів — Сарапульського, Зав'яловського та Воткінського. Він займає територію в середній частині долини річки Кама та прибережну частину Воткінського водосховища.
Уся територія національного парку поділяється на 2 дільничних лісництва:
- Нечкінське лісництво на півдні;
- Костоватівське лісництво на півночі.

В межах національного парку виділяються 5 зон:
- заповідна зона;
- особливо охоронна зона;
- рекреаційна зона;
- зона пізнавального туризму;
- зона обслуговування відвідувачів.

Адміністрація національного парку та контора Костоватівського лісництва розташована у селищі Новий Воткінського району за адресою: вулиця Костоватівська, б.1. У селі Нечкіно Сарапульського району розташована контора Нечкінського лісництва.

## Флора та фауна
Територія національного парку розташована на межі трьох природно-кліматичних зон: тайги, широколистих лісів та лісостепу. Згідно з ботаніко-географічним районуванням територія парку відноситься до Камсько-Печорсько-Західноуральської підпровінції Урало-Західносибірської тайгової провінції Євроазійської тайгової області.
Флора представлена 712 видами місцевих судинних рослин з 340 родів та 94 родин, що складає понад 70 % від загальної кількості місцевих рослин Удмуртії. З цього переліку 140 видів є рідкісними, 66 потребують охорону.
Фауна включає в себе понад 2000 видів тварин, серед яких 291 вид є хребетними. Серед останніх виділяються птахи — 191 вид, є також 50 видів ссавців, 37 видів риб, 8 видів земноводних та 5 видів плазунів. Серед безхребетних поширені павуки (120 видів) та молюски (33 види), але вагоме місце все ж таки посідають комахи — твердокрилі (понад 600 видів), лускокрилі (понад 500 видів), перетинчастокрилі (понад 50 видів), напівтвердокрилі (45 видів), бабки (25 видів), прямокрилі (20 видів) та інші.
Всього на території національного парку зростає 66 видів рослин та живе 44 види тварин, які занесені до Червоної книги Удмуртії. З них 15 видів тварин та 4 види рослин входять до Червоної книги Росії.

## Пам'ятки
На території парку виділяється до 40 природних та історико-культурних пам'яток, які мають республіканське значення.
До пам'яток природи відносяться:
- Озеро Заборне — площа озера становить 435 га, водойма є цінним гідробіологічним об'єктом, знаходиться в Нечкінському лісництві;
- Гирло річки Сіва — місце нересту цінних порід осетрових риб уздовж річки Сіва протягом 2,5 км, знаходиться в Костоватівському лісництві, ця територія є найпівнічнішою ділянкою в Удмуртії зростання заплавних дібров та луків;
- Макаровське мінеральне джерело — джерело знаходиться біля присілка Макарово в Нечкінському лісництві, є цінним гідрологічним та оздоровчим об'єктом;
- Кемульське болото — торф'яне верхове болото на південних межах свого поширення, в якому зростають рідкісні та ті, які зникають, рослини Удмуртії;
- Чисто-Костоватівське болото — торф'яне болото в Костоватівському лісництві площею 242 га, обмежене лісами, що входять до заборонної смуги лісів по річці Кама;
- Урочище Гальово — цінний геоморфологічний об'єкт площею 199 га, розташований у Костоватівському лісництві, є вододілом зі стійкими до ерозії гірськими породами, тут зростають ліси з деревами віком понад 80 років;
- Урочище Сидорові гори — ландшафтна пам'ятка природи на правому схилі річки Ками біля присілка Сидорові Гори, знаходиться у Нечкінському лісництві і є цінними геологічним об'єктом, тут виходять на поверхню корінні пермські породи, у яких зустрічаються пелециподи, кістки наземних хребетних, залишки скам'янілої деревини та відбитки листя, саме тут було знайдено залишки динозавра одного з видів диноцефала з родини естемменозухові, що жив 230 мільйонів років тому;
- Урочище Нечкіно — пам'ятка природи на правому березі річки Кама біля села Нечкіно, знаходиться в Нечкінському лісництві і має площу 30 га, має вигляд погорбованої рівнини зі струмками, схили балок вкриті еоловими, сосновими та дубовими лісами.

На території національного парку відомо 30 пам'яток археології, глибина культурного ландшафту сягає кам'яної доби. Деякі пам'ятки ще не розкопані, але їх помітно і не озброєним оком. По території парку поширені древні земляні вали, які мале охоронне значення. Вал Дуванацького городища має висоту 5 м, оборона Усть-Нечкінського, Нечкінського та Паздерівського городищ складалася з 2—3 валів. Смуга городищ ананьїнської культури простяглась по правому березі річки Кама і має вік середини 1-го тисячоліття до нашої ери — Усть-Нечкінське та Нечкінське. На лівому березі Ками по заплавних озерах Заборне, Дике та інших відомі поселення зі слідами напівземляних жител. Археологічні розкопки, що велись тут у 60—70-их роках минулого століття, вказують на їхній вік у ІІІ—ІІ тисячоліття до нашої ери. Трохи далі від річки Ками розкидані городища та могильники III—V століть. До пам'яток пізньої епохи відноситься Гольянське кладовище.